# ماساتو اوتاکه
ماساتو اوتاکه (انگلیسی: Masato Otake؛ زادهٔ ۳۱ اوت ۱۹۷۱) بازیکن فوتبال اهل ژاپن است.
از باشگاه‌هایی که در آن بازی کرده‌است می‌توان به باشگاه فوتبال سرزو اوساکا اشاره کرد.